# Neosiccia accurata
Neosiccia accurata är en fjärilsart som beskrevs av Van Eecke 1927. Neosiccia accurata ingår i släktet Neosiccia och familjen björnspinnare. Inga underarter finns listade i Catalogue of Life.